# Соккурам
Соккура́м (кор. 석굴암) — скельний храм у Південній Кореї, частина буддистського монастиря Пульгукса. Розташований за 4 км на схід від храму на горі Тхохамсан у місті Кьонджу. Грот виходить на Східне (Японське море й розташований на висоті 750 метрів над рівнем моря. 1962 року він був занесений до списку національних скарбів країни, а 1995 року був занесений до списку Світової спадщини ЮНЕСКО разом з храмом Пульгукса
Вважається, що Соккурам був споруджений за ініціативи першого міністра держави Сілла Кім Десона й спочатку називався «Сокпульса» (кор. 석불사, «Храм кам'яного Будди»). Будівельні роботи почалися 742 року, за часів держави Сілла. Цей період був часом розквіту культури Об'єднаного Сілла. Соккурам було завершено до 774 року, незабаром після смерті Кім Десона.
Зараз Соккурам відкритий для відвідування туристами та є однією з найвідоміших пам'яток Південної Кореї.

## Архітектура
Традиція висічення зображень Будди на камені зародилася в Індії й незабаром ця практика поширилася до Китаю, а потім і в Корею. Геологія Корейського півострова, на якому переважає твердий граніт, не надто підходить для висічения таких скульптур, саме тому Соккурам, як штучний грот, висічений в граніті, є унікальним.
Соккурам символізував подорож душі в Нірвану. Паломники починали свій шлях у храмі Пульгукса або підніжжя гори Тохамсан. Там було святилище, біля входу якого знаходився фонтан, де подорожні могли освіжитися. Всередині гроту передній зал і коридор уособлювали землю, а головний зал — небо.
Схема грота включає вхід з аркою, що веде в прямокутний передній зал, потім довгий коридор, оздоблений барельєфами, що веде до головного залу. Центром грота є велика статуя Будди в головному залі. Будда сидить на троні у позі лотоса зі схрещеними ногами. Він оточений п'ятнадцятьма панелями, на яких зображені бодхісаттви, архати та стародавні індійські боги. Вздовж стін залу в нішах стоять десять статуй. Грот був споруджений навколо статуй, аби захистити їх від негоди. Стеля в гроті прикрашена півмісяцями та квітами лотоса. Архітектура грота симетрична й використовує принципи золотого перетину. Купол має діаметр ротонди 6,84 — 6,58 метрів.

### Статуя Будди
Головна статуя Будди в Соккурамі є визначною пам'яткою буддистського мистецтва. Вона має 3,5 м в висоту й знаходиться на п'єдесталі у вигляді лотоса, який вивищується на 1,34 м. Будда має реалістичні риси, він зображений у момент просвітлення, на що вказуює жест його рук. Драпірування на Будді, зокрема віялоподібні складки одягу на схрещені ноги Будди, ілюструють корейську інтерпретацію індійських прототипів.
На відміну від інших скульптурних Будд, які мають німб, прикріплений до задньої частини голови, ілюзія ореолу в соккурамського Будди створюється завдяки розміщенню гранітного різьбленого кола з пелюстками лотоса на задній стіні ротонди.

## Реставрація
Після тривалих періодів забуття та численних перебудов багато деталей про Соккурам невідомі або є предметом наукових суперечок. Зокрема це стосується точної схеми первісної версії грота.
Незначну перебудову грота було проведено в епоху династії Чосон, 1703 та 1758 року. Японська колоніальна адміністрація під час японського колоніального правління тричі намагалася розпочати реставрацію Соккурама, проте щораз стикалася з труднощами, зокрема з такими, як підвищена вологість. Після Другої світової війни, в 1960-х роках президент Південної Кореї Пак Чон Хі ініціював великий проект реставрації грота. Внутрішній інтер'єр наразі закритий від відвідувачів скляною перегородкою.

## Галерея

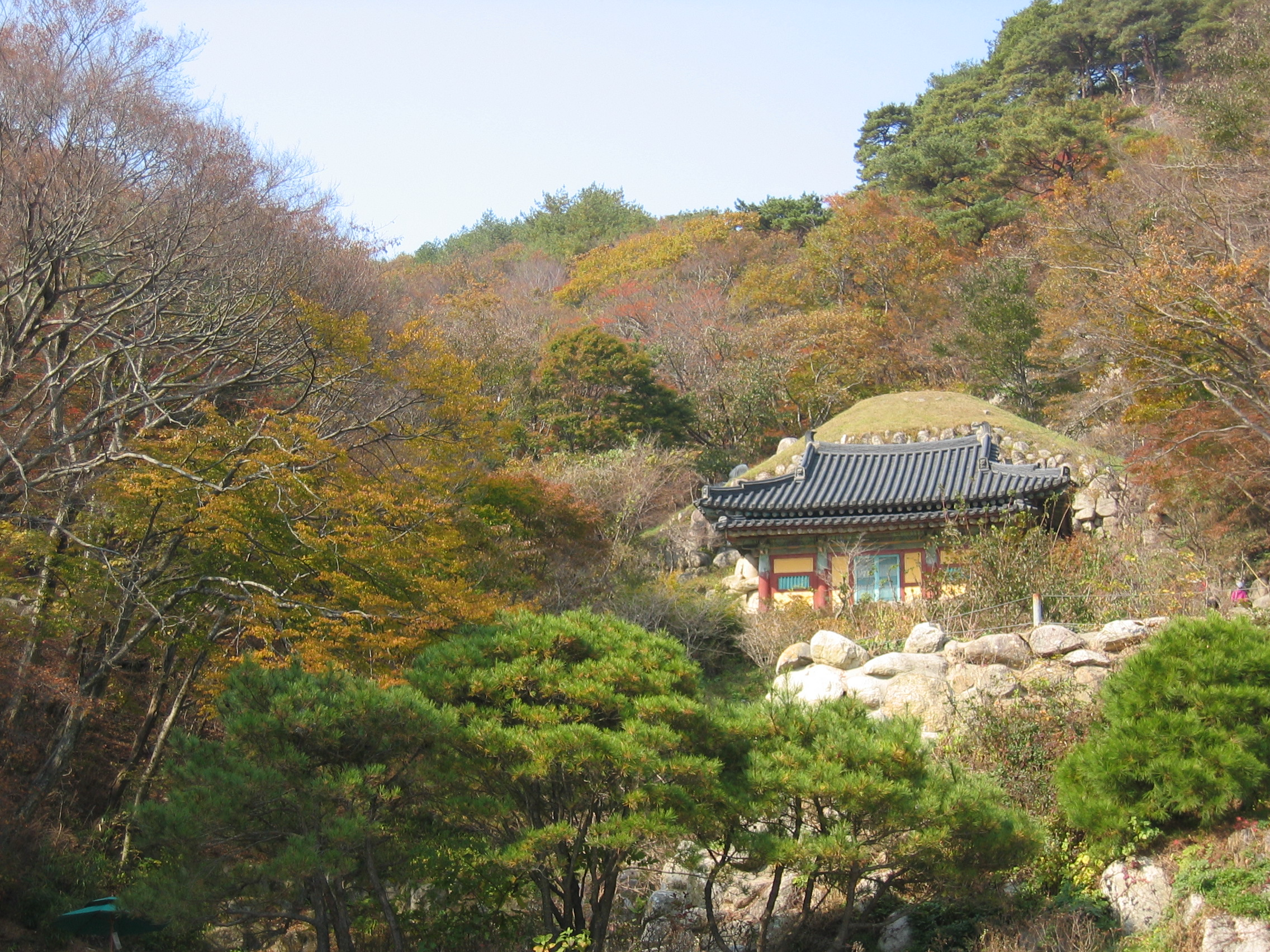
Вхід до гроту.
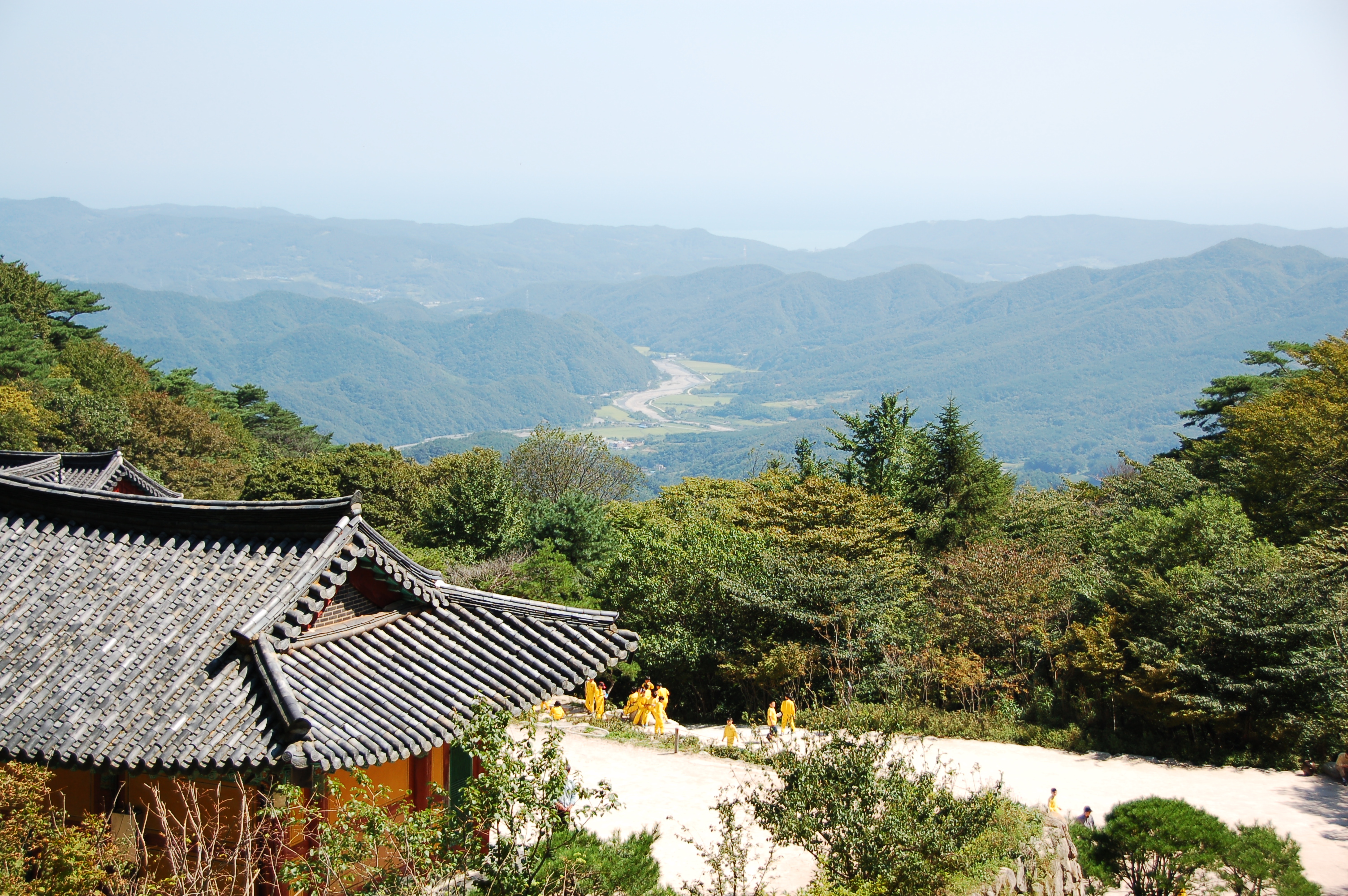
Вид на море з гроту.
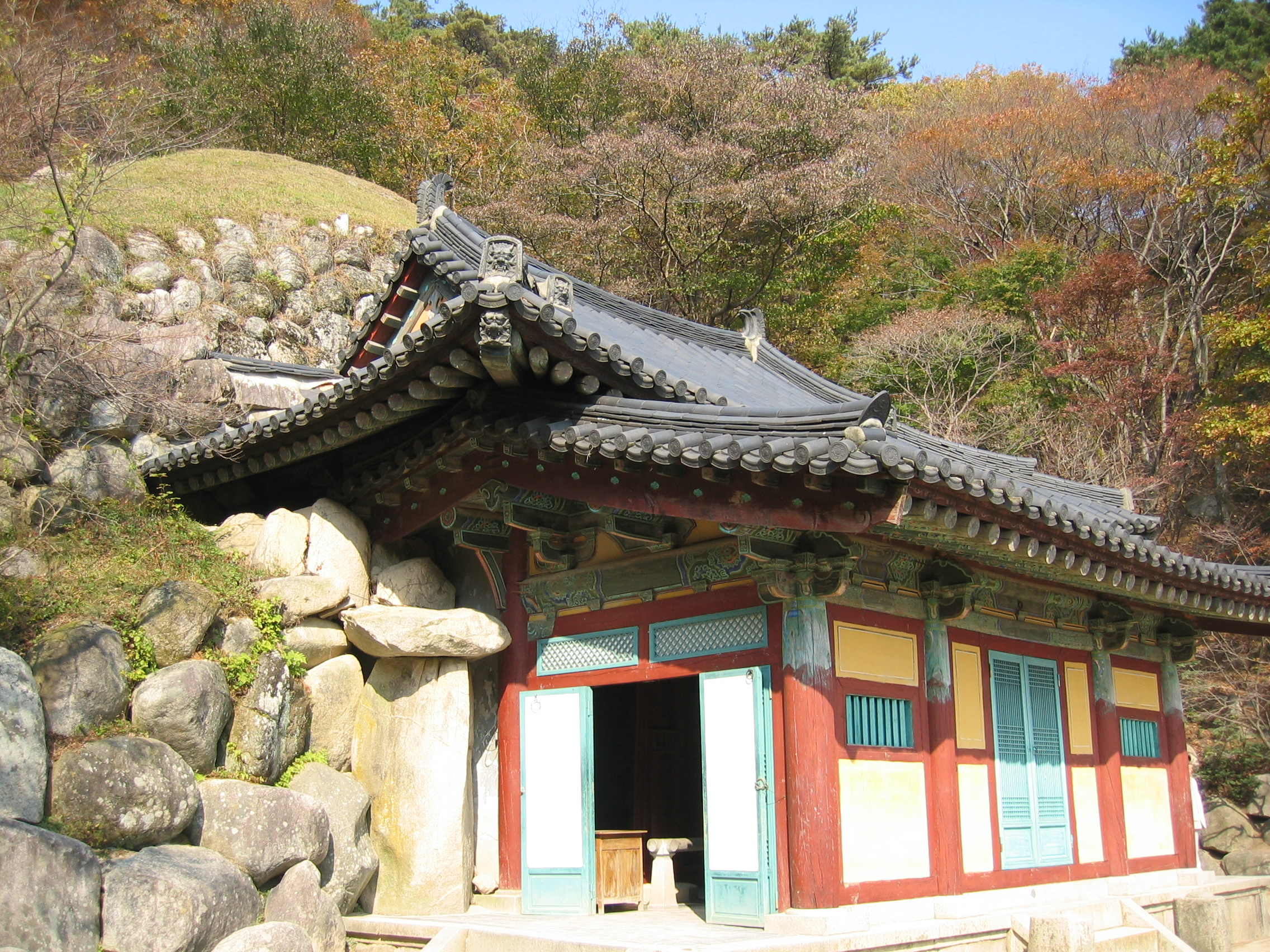
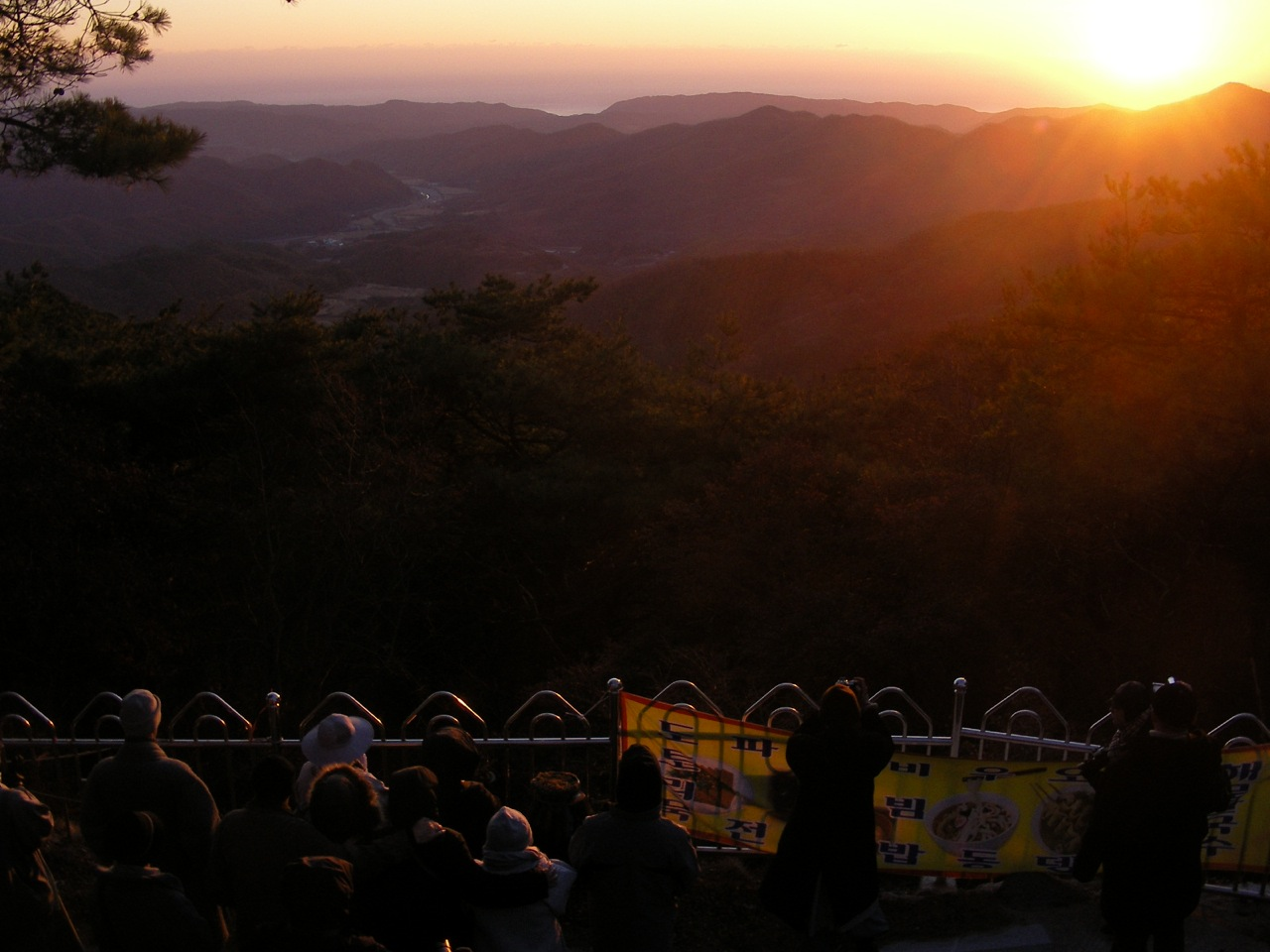
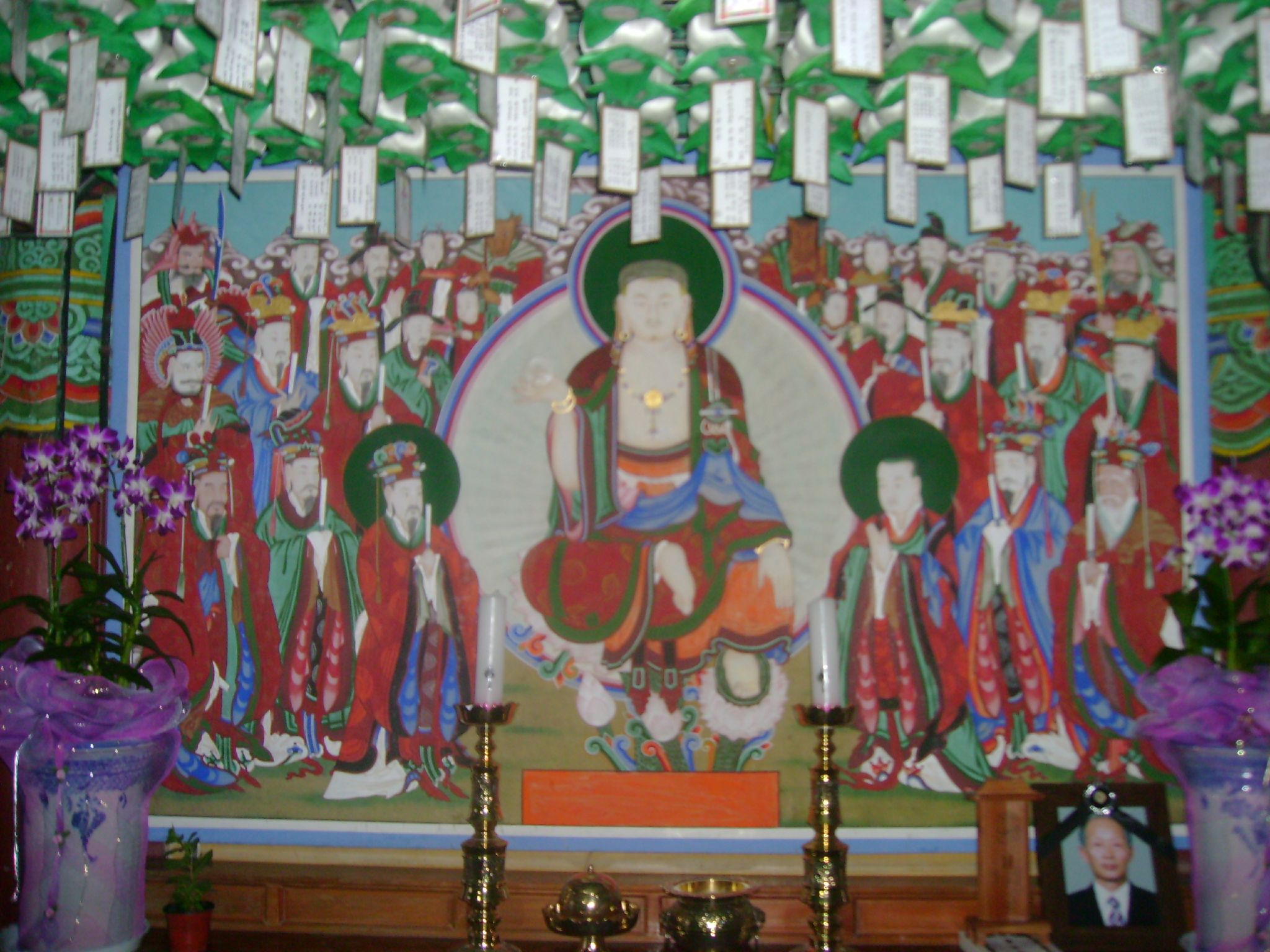
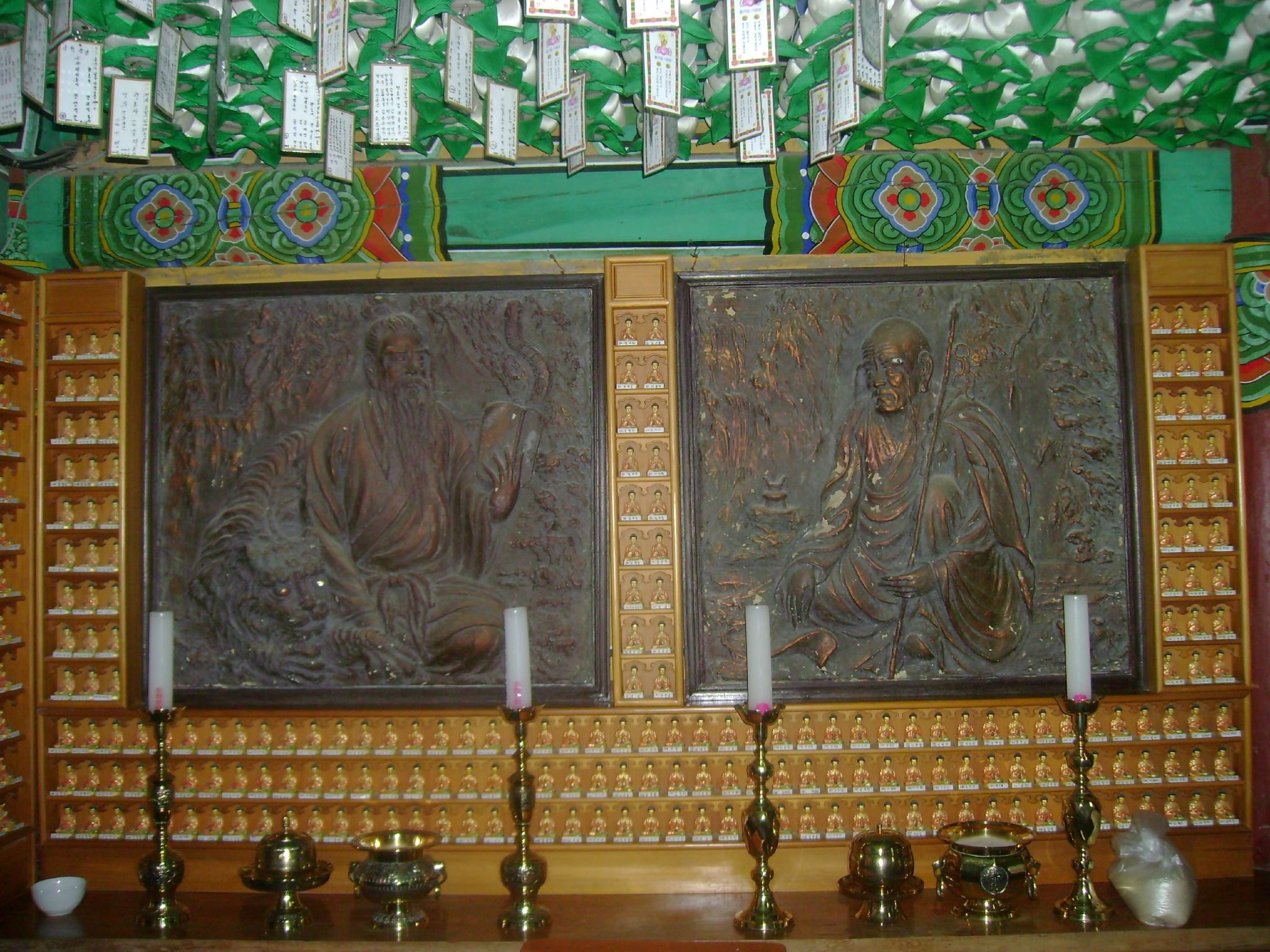
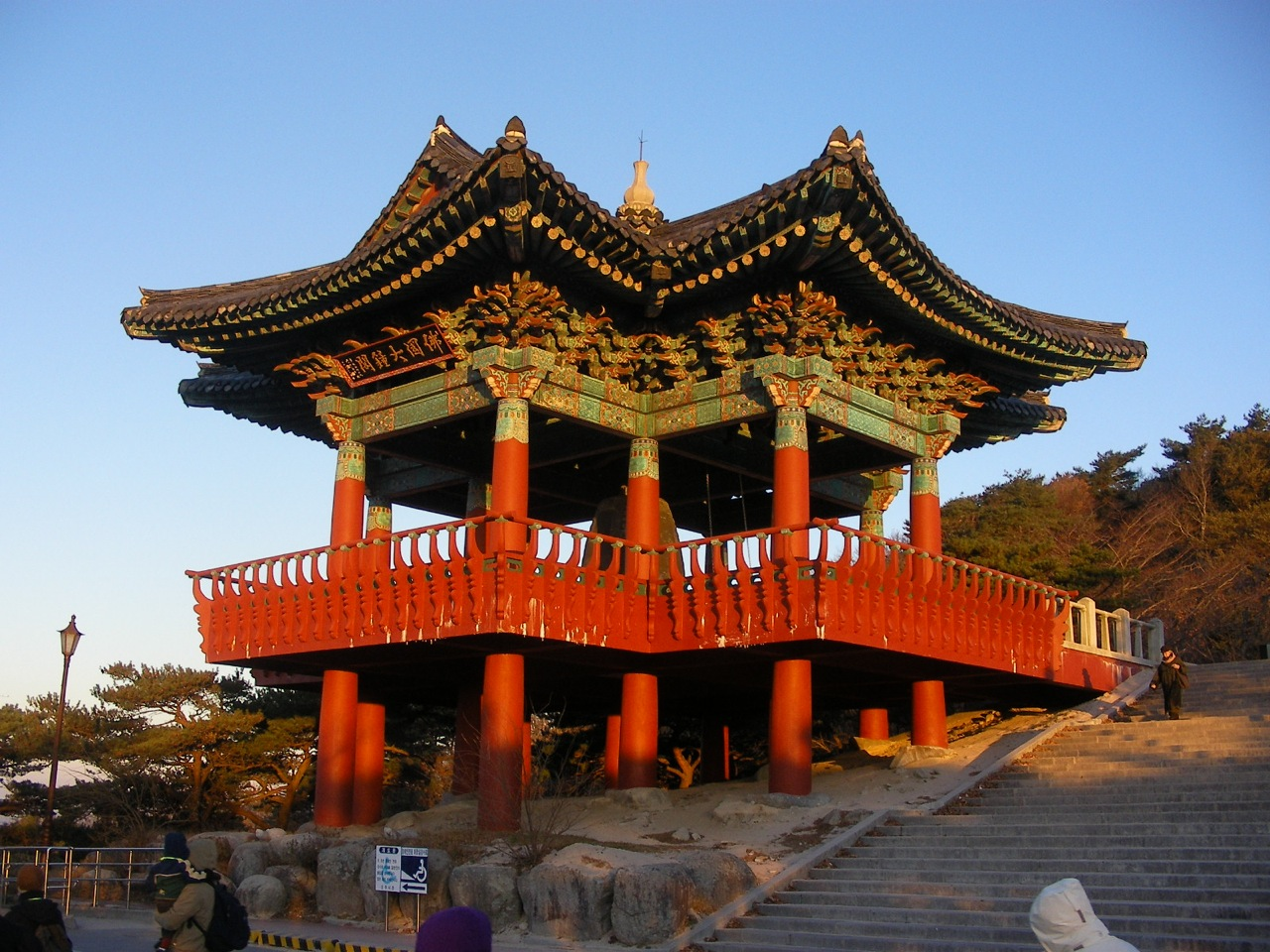